# Schiffstyp
|  | Dieser Artikel wurde aufgrund wesentlicher Mängel auf der Qualitätssicherungsseite des Portal:Schifffahrt eingetragen. Artikel, die nicht signifikant verbessert werden, können gegebenenfalls gelöscht werden. Bitte hilf mit, die inhaltlichen Mängel dieses Artikels zu beseitigen, und beteilige dich an der Diskussion. |

In Schiffstypen oder auch Schiffsarten werden unterschiedliche Bauarten von Schiffen unterteilt, die sich in ihrer Funktion oder Eigenschaften gleichen. Man unterteilt sie unter anderem nach ihrer Bauausführung, der Anordnung der Aufbauten, dem Verwendungszweck oder dem Fahrtgebiet. Weitere Unterteilungen finden nach den Abmessungen, dem Schiffsantrieb oder der Form statt.
Geschichtlich überschneiden sich unter dem Begriff Schiffstyp zwei verschiedene Dinge. So verstand man früher unter einem Schiffstyp normalerweise einen bestimmten Entwurf einer Werft. Die Benennung dieser Werftbaureihen, die meist in Serien nach einem gleichen Entwurf gefertigt werden, wird von den meisten Werften auch heute noch so gehandhabt. Mehrere Schiffe einer Baureihe bilden bei den Reedereien oder Marinen, in denen sie eingesetzt werden, eine Schiffsklasse.
Etwa im Laufe der zweiten Hälfte des 20. Jahrhunderts verlagerte sich die Bezeichnung der Begriffe Schiffsart bzw. Schiffsgattung für Schiffe, die aufgrund ihrer gleichen Funktion in eine Gruppe eingeordnet werden, ebenfalls auf die Bezeichnung Schiffstyp, was es heute oft schwieriger macht, auf Anhieb zu erkennen, was im Einzelfall gemeint ist.

## Unterteilung
Durch die Größe werden zunächst die größeren Schiffe von den kleineren Booten unterschieden, zusätzlich unterscheidet das Einsatzgebiet zwischen Binnen- (im Land) und Seeschiffen (auf dem Meer).
Verschiedene Schiffstypen zeichnen sich durch unterschiedliche Bauweisen wie Vollrumpf, Spanten beplankt, Formguss, laminiert oder Großplattenbauweise oder Baumaterialien wie Holz, Stahl oder Kunststoff (meist glasfaserverstärkt).
Der Verwendungszweck sorgt für eine Unterteilung in Fracht-, Passagier-, Kriegs-, Sport- und Arbeitsschiffe.
Weitere Unterscheidungen finden durch die Antriebsart statt: Möglich sind Ruder, verschiedene Takelagen bei Segelschiffen, Dampfmaschine, Dampf- oder Gasturbine, Diesel- oder Kernenergieantrieb.

### Militärschiffstypen

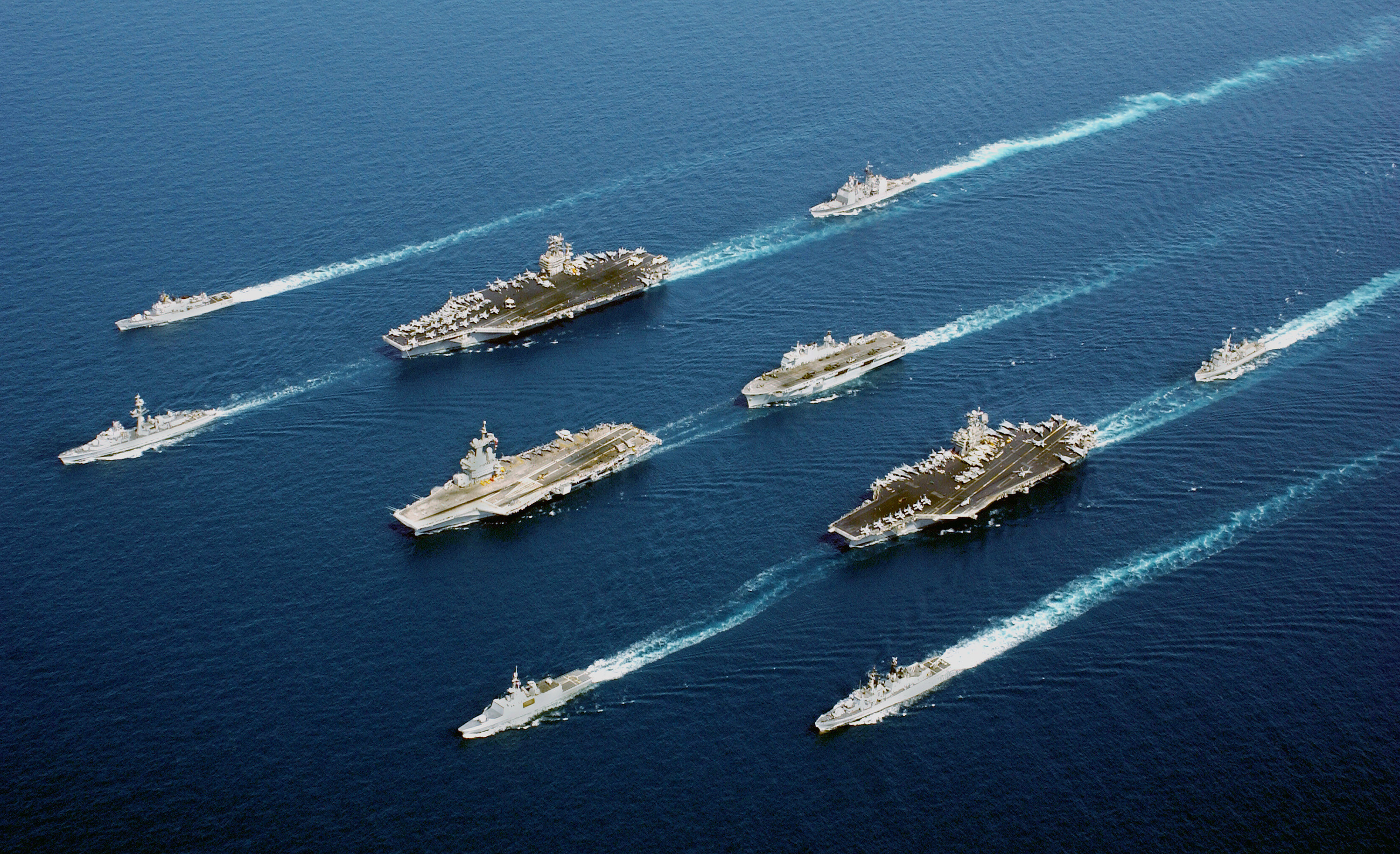
Mehrere Kriegsschiffstypen, darunter verschiedene Träger, Fregatten und Kreuzer

Marinen verfügen über Kriegs- und Hilfsschiffe verschiedener Typen, die für spezielle militärische Aufgaben geeignet sind.
Im Laufe der Militärgeschichte entwickelten sich vor dem Hintergrund der zeitgenössischen Technologie und Art der Kriegsführung verschiedene Schiffstypen, die im Laufe der Zeit ihre Bestimmung verloren und nicht mehr zeitgemäß waren, weshalb sie durch neuere Typen ersetzt wurden.
Die ersten Kriegsschifftypen waren in der Antike das Langschiff und später die Galeere.
Im Laufe der Zeit wurden neue Antriebsmethoden und Waffensysteme entwickelt, die neue Schiffstypen entstehen ließen.
Manche Typenbezeichnungen wie Fregatte oder Korvette bezeichneten zu unterschiedlichen Zeiten verschiedene Arten von Schiffen.
Moderne Kriegsschiffe lassen sich – in etwa der Wasserverdrängung nach – grob in Boote, U-Boote, Landungsschiffe, Korvetten, Fregatten, Zerstörer, Kreuzer und Flugzeugträger einteilen. Viele dieser Typen besitzen mehrere Untertypen, die jeweiligen Einsatzzwecke spezifizieren. Die noch größeren Schlachtschiffe / Großkampfschiffe sind seit Mitte des 20. Jahrhunderts nicht mehr anzutreffen.